# Bernard Kryszkiewicz
Bernard Kryszkiewicz (Mława, 2 mai 1915 - Przasnysz, 7 juillet 1945) est un prêtre passionniste polonais reconnu vénérable par l'Église catholique. 

## Biographie
Il naît le 2 mai 1915 à Mława. Il fréquente l'école locale puis sa mère l'envoie en 1928 à l'école apostolique des passionnistes de Przasnysz où il devient un étudiant assidu. Sous l'influence des religieux, son amour pour la prière s'accroit, ce qui se traduit par son entrée chez les passionnistes en 1933, prenant le nom de Bernard de la Mère du Bel Amour, et prononce ses vœux religieux le 11 novembre 1934. Il est envoyé à Rome en 1936 pour étudier la théologie et fait sa profession religieuse un an plus tard. En 1938, il est ordonné prêtre dans la basilique des saints Jean et Paul puis retourne en Pologne.
Au printemps 1939, il est nommé directeur adjoint des séminaristes de Przasnysz. Après le déclenchement de la guerre, il est nommé directeur des séminaristes au couvent des passionistes à Rawa Mazowiecka, qui est la seule maison de la congrégation à rester ouverte pendant l'occupation allemande. En 1945, la maison des passionistes est transformée en hôpital et Bernard travaille comme infirmier et cuisinier. En mars, il retourne à Przasnysz pour superviser la restauration des bâtiments à usage religieux. Il contracte le typhus en s'occupant des malades et meurt du 7 juillet 1945 à 30 ans.

## Culte
Les préparatifs du procès de béatification commencent en 1972, grâce au cardinal Stefan Wyszyński, qui est convaincu après avoir lu la biographie du Père Kryszkiewicz. Le procès d'informatif diocésain commence dans le diocèse de Płock en 1983 et s'achève le 15 avril 1991 avec les dossiers envoyés à la congrégation pour la Cause des Saints. Le Père Bernard est reconnue vénérable le 22 mai 2021 par le pape François. Son tombeau se trouve dans l'église passioniste de Przasnysz. 